# اثر فرایند فرم‌دهی چرخشی بر آلیاژهای تیتانیوم

## مقدمه
آلیاژهای تیتانیوم به دلیل مقاومت به خوردگی بسیار خوبی که دارند توجه بسیاری از محققین را به خود جلب کرده اند. علاوه بر مقاومت به خوردگی بالا و نسبت استحکام به وزن بالا، حفظ استحکام در دمای بالا و تطابق با محیط بدن از دیگر ویژگی های قابل ذکر این آلیاژها به شمار می رود. به گونه ای که امروزه شاهد استفادۀ گسترده از از این آلیاژها در صنایع هوافضا، خودروسازی ، شیمیایی ، لوازم  پزشکی و ایمپلنت ها هستیم. ازجمله آلیاژهای تیتانیوم که کاربرد بسیاری در این زمینه دارند، آلیاژ Ti-6Al-4V است. علی رغم کاربرد عمومی که این آلیاژ در بدن دارد، دارای نقاط ضعفی نیز می باشد. به عنوان نمونه عناصر Al و V ممکن است به مرور زمان آثار مخربی بر روی بدن انسان بگذارند. به علاوه به دلیل تفاوت در مدول الاستیک این آلیاژ با استخوان، احتمال رخداد پدیدۀ Stress Shielding Effects که منجر به جذب بافت استخوانی می گردد، نیز وجود دارد. تیتانیوم خالص مدول یانگ کمتری نسبت به سایر آلیاژهای تیتانیوم دارد. مضافاً به دلیل نداشتن عناصر آلیاژی، اثرات زیانباری بر بدن ندارد. لذا می تواند به عنوان جایگزین مناسبی برای آلیاژهای تیتانیوم در ساخت ایمپلنت های تطابق پذیر با بدن در حوزه هایی مثل اسکلتی-عروقی ، تجهیزات پزشکی و دندان پزشکی باشد. با این وجود استحکام کم، شکل پذیری محدود و استحکام خستگی پایین، از جمله محدودیت هایی هستند که مانع از کاربرد تیتانیوم خالص در ساخت ایمپلنت می گردند. 
. 

## معرفی فرآیند Rotary Swaging
فرآیندهای تغییرشکل پلاستیک شدید   (Severe Plastic Deformation (SPD عموماً برای کاهش اندازۀ دانۀ فلزات به کار برده می شوند. از جمله مهم ترین فرآیندها در این زمینه (ECAP (Equal Channel Angular Pressing), ARB (Accumulative Rolling Bonding )، HPT (High Pressure Torsion  می باشند. که تاکنون برای ریزدانه کردن فلزات مختلفی از جمله Mg ، Al و Cu به کار برده شده اند.
فرآیند (Rotary Swaging (RS یکی از فرآیندهای شکل دهی است که برای کاهش سطح مقطع لوله ها و سیم ها به کار می رود. در این فرایند، تغییرشکل پلاستیک قطعه کار در طی مراحل زیادی و به صورت تدریجی و تحت فشار زیاد،  صورت می پذیرد.طرح شماتیک ناحیۀ تغییرشکل پلاستیک دستگاه RS به صورت شکل زیر می باشد. از جمله مزایای روش RS نسبت به فرآیندهای  مشابه عبارتند از: سیکل کاری کوتاه، پرداخت سطح خوب و قابلیت دست یابی به تلرانس های کوچک.

## بهبود ویژگی های مکانیکی تیتانیوم
در یک تحقیق که جهت بررسی اثر فرآیند RS بر  ویژگی های مکانیکی تیتانیوم خالص صورت گرفته است. قطر یک بیلت اکسترود شده با قطر اولیۀ  32 میلی متر در دمای اتاق تحت فرآیند RS به 8 میلی متر کاهش یافته است.(𝜺=2.77) .جدول 1 ، تغییرات استحکام تسلیم، استحکام شکست و درصد تغییر طول را قبل و بعد از فرآیند، نشان می دهد.

| Total Elongation % | % Uniform Elongation | (UTS (MPa | (Yield Strength (MPa | Samples | Materials |
| 28                 | 11.5                 | 440       | 318                  | Initial | Pure Ti   |
| 6                  | 1.6                  | 1040      | 998                  | RS      | Pure Ti   |

## بررسی مقاومت به خستگی
فلز تیتانیوم خالص  دارای چهار سیستم لغزش بر روی سه صفحه است.  که این صفحات به ترتیب عبارتند از صفحۀ قاعده ای (Basal Plane)، صفحۀ منشوری (Prismatic Plane) و صفحۀ هرمی (Pyramidal Plane). فعال سازی حالت نرم ویا سخت این سیستم های لغزش توسط جهت بارگذاری و به کمک فاکتور اشمید (Schmid Factor) تعیین می گردد.
زمانی که جهت بارگذاری موازی با محور میله باشد، جهت بارگذاری متناسب با زاویۀ  Θ=90 است. که این حالت بهترین حالت برای فعال سازی سیستمهای لغزش موجود بر روی صفحات منشوری با فاکتور اشمید متغیر بین 0.43 تا 0.5 میباشد. در این حالت سیستم لغزش برروی صفحۀ قاعده ای با فاکتور اشمید صفر عمل نخواهد کرد. به همین ترتیب فاکتور لغزش برای سیستم هرمی 0.4 بوده که می تواند با افزایش تنش فعال گردد. شکل 5 نشان دهندۀ سیستم های لغزش در ساختار کریستالی hcp در فلز تیتانیوم خالص به همراه صفحات و جهاتی است که در آنها عمل می کنند.
در صورتی که حتی چگالی نابه جایی در حالت قبل از تغییرشکل کم بوده ، پس از فرآیند فعالیت نابه جایی ها به صورت گسترده ای (تولید، لغزش و فعل و انفعال) در ساختار فلز ملاحظه گردیده اند. در صورتی که پس از فرآیند RS بر روی تیتانیوم، یک مرحله عملیات آنیل انجام پذیرد، این فلز چقرمگی لازم را به دست خواهد آورد که دلیل اصلی آن کاهش نسبی در چگالی نابه جایی ها می باشد . این عمل متعاقباً کاهش استحکام تسلیم و شکست را در پی داشته و نهایتاً باعث افزایش درصد ازدیاد طول حتی  بیش از حالت اولیۀ قطعه کار می گردد. در واقع اثر فرآیند RS و آنیل به طور همزمان موجب به وجود آمدن یک تعادل در افزایش استحکام در اثر ریزدانه شدن و افزایش درصد طول دراثر کاهش چگالی نابه جایی ها، ایجاد خواهد کرد. همچنین نتایج بررسی های صورت گرفته نشان داد که مقاومت به خستگی تیتانیوم خالص پس از فرآیند RS ، بستگی به جهت بار اعمال شده دارد. به گونه ای که در صورتی که بار وارده در صفحۀ منشوری باشد، این مقاومت حداکثر است. البته بررسی رفتار خستگی تیتانیوم خالص نیاز به مطالعات بیشتری دارد.
نهایتاً با بررسی های صورت گرفته بر روی خواص تیتانیوم خالص، پس از قرار گرفتن تحت فرآیند RS، مشخص گردید که کاهش اندازۀ دانه سبب افزایش قابل ملاحظۀ استحکام تسلیم و شکست می گردد. در عین حال اگر عملیات آنیل پس ار فرآیند RS صورت گیرد، چگالی نابه جایی ها کاهش یافته که موجب افزایش در ازدیاد طول (داکتیلیتی)  می گردد. در یک جمع بندی کلی می توان گفت، خواص مکانیکی و خستگی تیتانیوم خالص پس از فرآیند RS بسیار شبیه به رفتارهای آلیاژTi-6Al-4V شده که نشان دهندۀ پتانسیل بالای آن در به کارگیری در کاربردهای صنعتی است.